# Mälhålet
Mälhålet är en sjö i Härjedalens kommun i Härjedalen och ingår i Dalälvens huvudavrinningsområde.